# Krapflhof
Krapflhof ist ein Ortsteil des Marktes Winklarn (Verwaltungsgemeinschaft Oberviechtach) im Oberpfälzer Landkreis Schwandorf in Bayern und liegt in der Region Oberpfalz-Nord.

## Geografie
Krapflhof liegt im Naturpark Oberpfälzer Wald, etwa 2 km östlich vom Kernort Winklarn entfernt am Südhang des 619 m hohen Kreuzberges in der Nähe der Staatsstraße 2160.
Nachbarorte sind im Osten Haag, im Süden Muschenried, im Westen Winklarn und im Nordwesten Windhals.

## Geschichte
Zum Stichtag 23. März 1913 (Osterfest) wurde Krapflhof als Teil der Pfarrei Winklarn mit einem Haus und 6 Einwohnern aufgeführt.
Zum 31. Dezember 1969 wurde Krapflhof als Teil der Gemeinde Muschenried aufgeführt, zu der die Gemeindeteile Muschenried und Krapflhof gehörten
und die zu diesem Zeitpunkt insgesamt 326 Einwohner hatte.
Am 31. Dezember 1990 hatte Krapflhof 4 Einwohner und gehörte zur Expositur Muschenried.